# Dmïtrïý Mïroşnïçenko
Dmïtrïý Andreyevïç Mïroşnïçenko (in kazako Дмитрий Андреевич Мирошниченко?; Aqtöbe, 26 febbraio 1992) è un calciatore kazako, difensore del Tobyl.

## Carriera

### Club
Nel 2011 ha esordito con l'Aqtöbe giocando diverse stagioni nella massima serie kazaka.

### Nazionale
Il 12 agosto 2014 ha esordito con la Nazionale kazaka nell'amichevole vinta per 2-1 contro il Tagikistan.